# Plazma-A
Plazma-A (anche: Plasma-A) è il nome di due satelliti sperimentali costruiti in Unione Sovietica nella seconda metà degli anni ottanta. Si trattava di banchi prova tecnologici realizzati nell'ambito del programma Ideogramma-Pirs, relativo ad un sistema da sorveglianza oceanica che fosse in grado di sostituire i precedenti ed insoddisfacenti RORSAT.
Nonostante i buoni risultati ottenuti, comunque, il programma venne cancellato nel 1988.

## Storia

### Sviluppo
La decisione di realizzare un sistema satellitare da sorveglianza oceanica in grado di sostituire i RORSAT (a propulsione nucleare) venne presa nel 1978. Questo, infatti, era un apparato afflitto da numerosi problemi, che aveva la peggior affidabilità di qualunque altro sistema sovietico.
Per valutare le tecnologie necessarie, nel 1987, furono mandati in orbita due satelliti sperimentali, i Plazma-A, con altrettante missioni Kosmos. Tali satelliti erano equipaggiati con un nuovo tipo di reattore, il Topaz-1, con una potenza di 10 kW, oltre a nuovi sistemi propulsivi e per l'orientamento. I due satelliti, furono portati in orbita con vettori Tsiklon-2.
- Kosmos 1818: 1º febbraio 1987;
- Kosmos 1867: 10 luglio 1987.

Entrambi i test furono coronati da successo.
La seconda fase avrebbe dovuto essere costituita dal lancio di satelliti ulteriormente evoluti, i Plazma-2, equipaggiati con un reattore tipo Topaz-2, più potente e sicuro. Tuttavia, non si giunse mai a questo punto a causa della cancellazione del programma.

### Cancellazione
Nel 1988, il premier sovietico Michail Gorbačëv cancellò tutto il programma relativo ai satelliti con reattore nucleare a bordo. La decisione fu dovuta alla scarsa affidabilità dei sistemi RORSAT, oltre che alla volontà di evitare gli incidenti internazionali che si verificavano quando uno dei satelliti si schiantava sulla Terra con tutto il reattore (come nel caso del Cosmos 954).

## Descrizione tecnica
I Plazma-A erano satelliti posti in low earth orbit (774 km per 803) con inclinazione di 65 gradi. La loro massa al lancio era di 3.550 kg.
La carrozza utilizzata era del tipo US, la medesima dei RORSAT prima generazione, ma i sistemi di bordo erano completamente nuovi.
Il reattore insatallato, il già citato Topaz-1, era piuttosto potente, ed utilizzava un innovativo sistema a termo-emissioni per convertire il calore in elettricità. Questo aveva una potenza di 10 kW, necessaria per far funzionare i numerosi sistemi di bordo. In fase di rientro, il reattore veniva sganciato ed "abbandonato" in un'orbita di sicurezza.
A bordo di questi satelliti furono testati con successo tutta una serie di nuovi sistemi, tra cui motori elettrostatici per manovre orbitali (in dettaglio, si trattava di 6 propulsori al plasma SPT-70) ed a ioni per l'orientamento e la stabilizzazione del satellite, oltre a sensori solari, compensatori di impulso magnetico, nuovi sistemi di trasmissione dati e speciali armi al plasma, che dovevano servire alla difesa contro armamenti antisatellite.
Trattandosi di un modello per la valutazione di tecnologie, i Plazma non imbarcavano il radar dei modelli "di serie".